# Mimandria
Mimandria là một chi bướm đêm thuộc họ Geometridae.